# Il caso Spotlight
Il caso Spotlight (Spotlight) è un film del 2015 diretto da Tom McCarthy.
La pellicola, premiata come miglior film e miglior sceneggiatura originale ai premi Oscar 2016, narra le vicende reali venute a galla dopo l'indagine del quotidiano The Boston Globe sull'arcivescovo Bernard Francis Law, accusato di aver coperto molti casi di pedofilia avvenuti in diverse parrocchie dell'area di Boston. L'indagine valse il premio Pulitzer di pubblico servizio al quotidiano nel 2003 e aprì a numerose indagini sui casi di pedofilia all'interno della Chiesa cattolica.

## Trama
Nel 2001 la squadra giornalistica Spotlight del Boston Globe, guidata dal neo-direttore Martin "Marty" Baron, comincia una clamorosa indagine che svela gli abusi sessuali perpetrati da ottantasette sacerdoti dell'Arcidiocesi di Boston ai danni di minori, abusi che erano stati continuamente insabbiati dall'autorità ecclesiastica.
Consapevoli dei rischi cui vanno incontro mettendosi contro un'istituzione come la Chiesa cattolica, Marty Baron e Benjamin C. Bradlee, più i quattro membri della squadra investigativa del giornale, Walter Robinson, Mike Rezendes, Sacha Pfeiffer e Matt Carroll, sono determinati più che mai a portare alla luce la verità su una vicenda che per anni è stata ignorata dalle autorità e dai media.
Il film termina con una lista di luoghi, sia negli Stati Uniti che nel resto del mondo, nei quali la Chiesa cattolica è stata coinvolta nella copertura degli abusi perpetrati da preti; in seguito allo scandalo, il cardinale Bernard Francis Law è stato rimosso dal suo incarico a Boston e promosso arciprete della Basilica di Santa Maria Maggiore a Roma, una delle più grandi ed importanti al mondo.

## Produzione

### Sceneggiatura
Tom McCarthy e Josh Singer terminano la sceneggiatura nel giugno 2013, e essa viene immediatamente inserita nella black list delle sceneggiature più apprezzate ma non ancora prodotte del 2013.

### Riprese
Le riprese del film cominciano il 24 settembre 2014 a Boston e continuano in ottobre a Hamilton, in Canada. Altre riprese vengono effettuate al Fenway Park, negli uffici del The Boston Globe a Dorchester, alla Boston Public Library e all'Università McMaster di Hamilton.

## Promozione
Il primo trailer del film viene diffuso il 29 luglio 2015.

## Distribuzione
Il film è stato presentato in anteprima mondiale il 3 settembre 2015, fuori concorso, alla 72ª Mostra internazionale d'arte cinematografica di Venezia e successivamente al Toronto International Film Festival nella sezione delle presentazioni speciali.
La pellicola è stata distribuita nelle sale cinematografiche statunitensi a partire dal 5 novembre 2015 e in quelle italiane dal 18 febbraio 2016.

### Divieto
Negli Stati Uniti il film è stato vietato ai minori di 17 anni non accompagnati da adulti, per la presenza di linguaggio e riferimenti sessuali.

## Riconoscimenti
- 2016 - Premio Oscar[1][15]
  - Miglior film
  - Miglior sceneggiatura originale a Josh Singer e Tom McCarthy
  - Candidatura per la miglior regia a Tom McCarthy
  - Candidatura per il miglior attore non protagonista a Mark Ruffalo
  - Candidatura per la miglior attrice non protagonista a Rachel McAdams
  - Candidatura per il miglior montaggio a Tom McArdle
- 2016 - Golden Globe[16]
  - Candidatura per il miglior film drammatico
  - Candidatura per il miglior regista a Tom McCarthy
  - Candidatura per la migliore sceneggiatura a Tom McCarthy e Josh Singer
- 2016 - British Academy Film Awards[17]
  - Migliore sceneggiatura originale a Tom McCarthy e Josh Singer
  - Candidatura per il miglior film
  - Candidatura per il miglior attore non protagonista a Mark Ruffalo
- 2015 - Mostra internazionale d'arte cinematografica di Venezia
  - Mouse d'argento
  - Premio Brian
- 2015 - National Board of Review Awards[18]
  - Migliori dieci film dell'anno
- 2016 - David di Donatello[19]
  - Candidatura per il miglior film straniero
- 2015 - American Film Institute[20]
  - Migliori dieci film dell'anno
- 2016 - Writers Guild of America[21]
  - Miglior sceneggiatura originale a Tom McCarthy e Josh Singer
- 2016 - Screen Actors Guild Awards[22][23]
  - Miglior cast
  - Candidatura per la miglior attrice non protagonista a Rachel McAdams
- 2016 - Independent Spirit Awards[24]
  - Miglior film
  - Miglior regista a Tom McCarthy
  - Miglior sceneggiatura a Tom McCarthy e Josh Singer
  - Miglior montaggio a Tom McArdle
  - Premio Robert Altman
- 2015 - Toronto International Film Festival
  - 2º classificato al Premio del pubblico
- 2016 - Satellite Awards[25][26]
  - Miglior film
  - Miglior regista a Tom McCarthy
  - Miglior sceneggiatura originale a Tom McCarthy e Josh Singer
  - Miglior cast
  - Candidatura per il miglior attore non protagonista a Mark Ruffalo
  - Candidatura per il miglior attore non protagonista a Michael Keaton
  - Candidatura per la miglior attrice non protagonista a Rachel McAdams
  - Candidatura per la miglior colonna sonora originale a Howard Shore
- 2015 - Critics' Choice Movie Award[27][28]
  - Miglior film
  - Miglior cast
  - Miglior sceneggiatura originale a Tom McCarthy e Josh Singer
  - Candidatura per il miglior attore non protagonista a Mark Ruffalo
  - Candidatura per la miglior attrice non protagonista a Rachel McAdams
  - Candidatura per il miglior regista a Tom McCarthy
  - Candidatura per il miglior montaggio a Tom McArdle
  - Candidatura per la miglior colonna sonora a Howard Shore
- 2015 - Los Angeles Film Critics Association[29]
  - Miglior film
  - Miglior sceneggiatura a Tom McCarthy e Josh Singer
- 2015 - New York Film Critics Online Awards[29]
  - Miglior film
  - Miglior regista a Tom McCarthy
  - Miglior sceneggiatura a Tom McCarthy e Josh Singer
  - Miglior cast
  - Migliori dieci film dell'anno
- 2015 - Gotham Independent Film Awards[30]
  - Miglior film
  - Miglior sceneggiatura a Tom McCarthy e Josh Singer
  - Premio speciale della giuria per il miglior cast
- 2015 - Hollywood Film Awards[31]
  - Miglior sceneggiatura a Tom McCarthy e Josh Singer
- 2015 - New York Film Critics Circle Awards
  - Miglior attore protagonista a Michael Keaton
- 2015 - Chicago International Film Festival
  - Miglior film
- 2015 - Boston Society of Film Critics[32]
  - Miglior film
  - Miglior sceneggiatura a Tom McCarthy e Josh Singer
  - Miglior cast
  - Candidatura per il Miglior regista a Tom McCarthy
  - Candidatura per il miglior montaggio a Tom McArdle
- 2015 - Boston Film Critics Online Awards[33]
  - Miglior cast
  - Miglior sceneggiatura a Tom McCarthy e Josh Singer
  - Quinto miglior film dell'anno
- 2015 - Mill Valley Film Festival
  - Miglior film statunitense
- 2015 - Washington D.C. Area Film Critics Association Awards[34][35]
  - Miglior film
  - Miglior cast
- 2015 - Time top ten[36]
  - Miglior film dell'anno
- 2015 - San Francisco Film Critics Circle[37][38]
  - Miglior film
  - Candidatura per il miglior regista a Tom McCarthy
  - Candidatura per la migliore sceneggiatura originale a Tom McCarthy e Josh Singer
- 2015 - Phoenix Critics Circle Awards[39]
  - Miglior film
  - Migliore sceneggiatura a Tom McCarthy e Josh Singer
  - Candidatura per il miglior film thriller
  - Candidatura per il miglior attore non protagonista a Michael Keaton
  - Candidatura per il miglior regista a Tom McCarthy
- 2015 - Southeastern Film Critics Association Awards[40]
  - Miglior film
  - Migliori dieci film dell'anno
  - Miglior cast
  - Migliore sceneggiatura originale a Tom McCarthy e Josh Singer
  - Candidatura per il miglior regista a Tom McCarthy
- 2015 - Chicago Film Critics Association[41]
  - Candidatura per il miglior film
  - Candidatura per il miglior regista a Tom McCarthy
  - Candidatura per la miglior sceneggiatura originale a Tom McCarthy e Josh Singer
  - Candidatura per il miglior montaggio a Tom McArdle
- 2015 - Online Film Critics Society[42][43]
  - Miglior sceneggiatura originale a Tom McCarthy e Josh Singer
  - Candidatura per il miglior film
  - Candidatura per il miglior regista a Tom McCarthy
  - Candidatura per il miglior attore non protagonista a Mark Ruffalo
- 2015 - Las Vegas Film Critics Society[44]
  - Candidatura per il miglior film
  - Candidatura per il miglior regista a Tom McCarthy
  - Candidatura per il miglior attore non protagonista a Mark Ruffalo
  - Candidatura per la migliore attrice non protagonista a Rachel McAdams
  - Candidatura per la miglior sceneggiatura originale a Tom McCarthy e Josh Singer

## Reazioni del mondo cattolico e dei media
In Italia si ebbero opinioni contrastanti; il settimanale cattolico Famiglia Cristiana promuove ed elogia il film insieme al lavoro investigativo fatto sia dal The Boston Globe che dalla produzione della pellicola, così come fece anche Avvenire; Giuliano Ferrara, direttore e fondatore del quotidiano Il Foglio, attacca il film per la descrizione che si fa della Chiesa cattolica come un'istituzione mafiosa.